# Památník Pedra Almodóvara
Památník Pedra Almodóvara (španělsky) Monumento a Pedro Almodóvar je železobetonová stavba/plastika, zbudovaná v letech 2007 – 2009 jako pocta uznávanému španělskému režisérovi a scenáristovi Pedru Almodóvarovi. Stavba je umístěna v plenéru režisérova rodného města Calzada de Calatrava v autonomní oblasti Kastilie-La Mancha.

## Záměr a popis stavby
Záměrem vypsání architektonické soutěže bylo vytvořit dílo, vyjadřující úctu Pedra Almodóvara k jeho rodnému kraji ve spojení s jeho kinematografickou prací, věnovanou především španělskému kulturnímu prostředí. V soutěži zvítězil návrh architektů ze španělské projekční kanceláře Enproyecto arquitectura (Sergio García-Gasco Lominchar, Borja García Sanchos, Jorge Cortés Fibla).
Plochá stavba z červeně probarveného betonu je umístěna na mírném kopci na kraji města. Odstupňování v konstrukci je inspirováno tvarem prvních fotoaparátů. Stěny památníku mají reliéfní povrch a symbolizují rámeček filmového políčka, který zároveň ohraničuje krajinu přilehlého parku.
Na stavbu/plastiku byl použit samozhutnitelný beton, vhodný pro ukládání do bednění s texturou. Červená barva je oblíbenou barvou Pedra Almodóvara a symbolizuje jeho lásku k filmařskému řemeslu i k jeho rodné zemi.

## Využití
Architektura památníku Pedra Almodóvara umožňuje veřejnosti využít tento prostor několika způsoby, například jako
- místo pro společenská setkávání, pořádání koncertů,[2] letní kino
- scénu pro vyhlašování každoročně udělovaných cen pro filmaře (Almodovar’s awards)
- vyhlídkovou terasu (belvedér)